# Romuald Klim
Romuald Iosifovitsj (Romuald) Klim (Wit-Russisch: Рамуальд Іосіфавіч Клім, Russisch: Ромуальд Иосифович Клим) (Khvoyevo, 25 mei 1933 – Minsk, 28 mei 2011) was een Wit-Russische kogelslingeraar. Hij werd in deze discipline olympisch kampioen en had enige tijd het wereldrecord op zijn naam staan.

## Loopbaan
Klim nam zowel op de Olympische Zomerspelen van 1964 als op die van 1968 deel voor de Sovjet-Unie. In 1964 pakte hij het goud, terwijl hij hier in 1968 net naast greep. In 1965 werd hij omwille van zijn gouden medaille gehuldigd met het Ereteken van de Sovjet-Unie.
Klim bracht op 15 juni 1968 het wereldrecord kogelslingeren op 74,52 m. Net iets meer dan een jaar later werd deze afstand met 16 centimeter verbeterd door landgenoot Anatoli Bondartsjoek.
Romuald Klim overleed op 28 mei 2011 na een langdurig ziekbed.

## Titels
- Olympisch kampioen kogelslingeren - 1964
- Europees kampioen kogelslingeren - 1966
- Sovjet-Russisch kampioen kogelslingeren - 1966, 1967, 1968, 1971

## Palmares

### kogelslingeren
- 1964:  OS - 69,74 m
- 1965:  Europacup - 67,68 m
- 1966:  EK - 70,02 m
- 1967:  Europacup - 70,58 m
- 1968:  OS - 73,28 m
- 1969:  EK - 72,74 m
- 1971: 4e EK - 70,64 m

1900: John Flanagan ·
1904: John Flanagan ·
1908: John Flanagan ·
1912: Matt McGrath ·
1920: Patrick Ryan ·
1924: Fred Tootell ·
1928: Pat O'Callaghan ·
1932: Pat O'Callaghan ·
1936: Karl Hein ·
1948: Imre Németh ·
1952: József Csermák ·
1956: Harold Connolly ·
1960: Vasili Roedenkov ·
1964: Romuald Klim ·
1968: Gyula Zsivótzky ·
1972: Anatoli Bondartsjoek ·
1976: Joeri Sedych ·
1980: Joeri Sedych ·
1984: Juha Tiainen ·
1988: Sergej Litvinov ·
1992: Andrej Abdoevalijev ·
1996: Balázs Kiss ·
2000: Szymon Ziółkowski ·
2004: Koji Murofushi ·
2008: Primož Kozmus ·
2012: Krisztián Pars ·
2016: Dilsjod Nazarov ·
2020: Wojciech Nowicki ·
2024: Ethan Katzberg